# Ōdōri-Park
Der Ōdōri-Park (jap. 大通公園, Ōdōri kōen) ist ein öffentlicher Park in der japanischen Stadt Sapporo. Er ist 1,5 Kilometer lang, 105 Meter breit und hat eine Fläche von knapp 7,9 Hektar. Das Wort ōdōri bedeutet „große Straße“. Der im zentralen Stadtbezirk Chūō-ku gelegene Park ist der Standort des Fernsehturms Sapporo. Hier finden zahlreiche Veranstaltungen statt, darunter das alljährliche Sapporo-Schneefestival im Winter.

## Gestaltung
Die kreuzenden Straßen unterteilen den Ōdōri-Park in rechteckige Blöcke, die jeweils von Norden nach Süden 65 Meter und von Osten nach Westen 110 Meter messen. Gemäß dem japanischen Adressensystem tragen nicht die Straßen, sondern die Blöcke dazwischen eine Bezeichnung. Sie reichen von Nishi-1-chōme im Osten bis Nishi-13-chōme im Westen. Straßen und vier Meter breite Trottoirs umgeben jeden Block, und die Fußgänger müssen zwischen jedem Block Zebrastreifen überqueren. Die Fläche des an den Sōsei-Kanal angrenzenden Blocks Nishi-1-chōme ist etwas kleiner als die der anderen Blöcke, die Blöcke Nishi-8-chōme und Nishi-9-chōme sind miteinander verbunden. Ein Wahrzeichen ist der Fernsehturm Sapporo im Block Nishi-1-chōme; er ist 147 Meter hoch und besitzt in 90 Metern Höhe eine Aussichtsplattform.
In den übrigen Blöcken befinden sich aufwändig gestaltete Blumengärten, Denkmäler und eine Freilichtbühne. Eine Besonderheit ist ein Maibaum im Block Nishi-11-chōme, der an die Städtepartnerschaft zwischen Sapporo und München erinnert.

## Geschichte
1869 entsandte die Regierung den Richter Shima Yoshitake nach Sapporo, um die Gründung einer zentral gelegenen Stadt in Hokkaidō vorzubereiten. Er entwickelte einen Bebauungsplan, bei dem eine große Straße die Stadt in eine Nord- und Südhälfte teilte. Dabei wäre der nördliche Teil für öffentliche Bedienstete und Büros vorgesehen gewesen, während der südliche Teil ein Wohngebiet gewesen wäre. Die Lage der trennenden Straße unterschied sich noch von jener des heutigen Parks. Nach Shimas Entlassung wegen Misswirtschaft beaufsichtigte Iwamura Michitoshi die Stadtplanung von Sapporo. 1871 änderte er den ursprünglichen Plan und richtete an der Stelle, an der sich heute der Park befindet, die Kabō-sen (火防線, dt. „Feuerschutzlinie“) ein. Dabei handelte es sich um eine 105 Meter breite Brandschneise auf weitgehend unüberbauten Grundstücken.
Die dort verlaufende Straße erhielt 1872 den Namen Shiribeshi-dōri (後志通), dieser erwies sich jedoch als nicht besonders beliebt und wurde 1881 in Ōdōri geändert. In der Meiji-Zeit waren die Bereiche Nishi-1-chōme und Nishi-2-chōme der Ōdōri-Straße etwas schmaler als die anderen Bereiche. Sowohl das Hōheikan, ein Hotel im westlichen Architekturstil, als auch die spätere Telefonzentrale ragten über die Baulinie hinaus. Mit der Austragung einer Landwirtschaftsmesse im Mai 1878 etablierte sich die Ōdōri-Straße zu einem bedeutenden Austragungsort von Veranstaltungen aller Art. Das westliche Ende der Straße diente eine Zeitlang ein Paradeplatz für die Tondenhei, eine Einheit militärischer Grenzkolonisten.

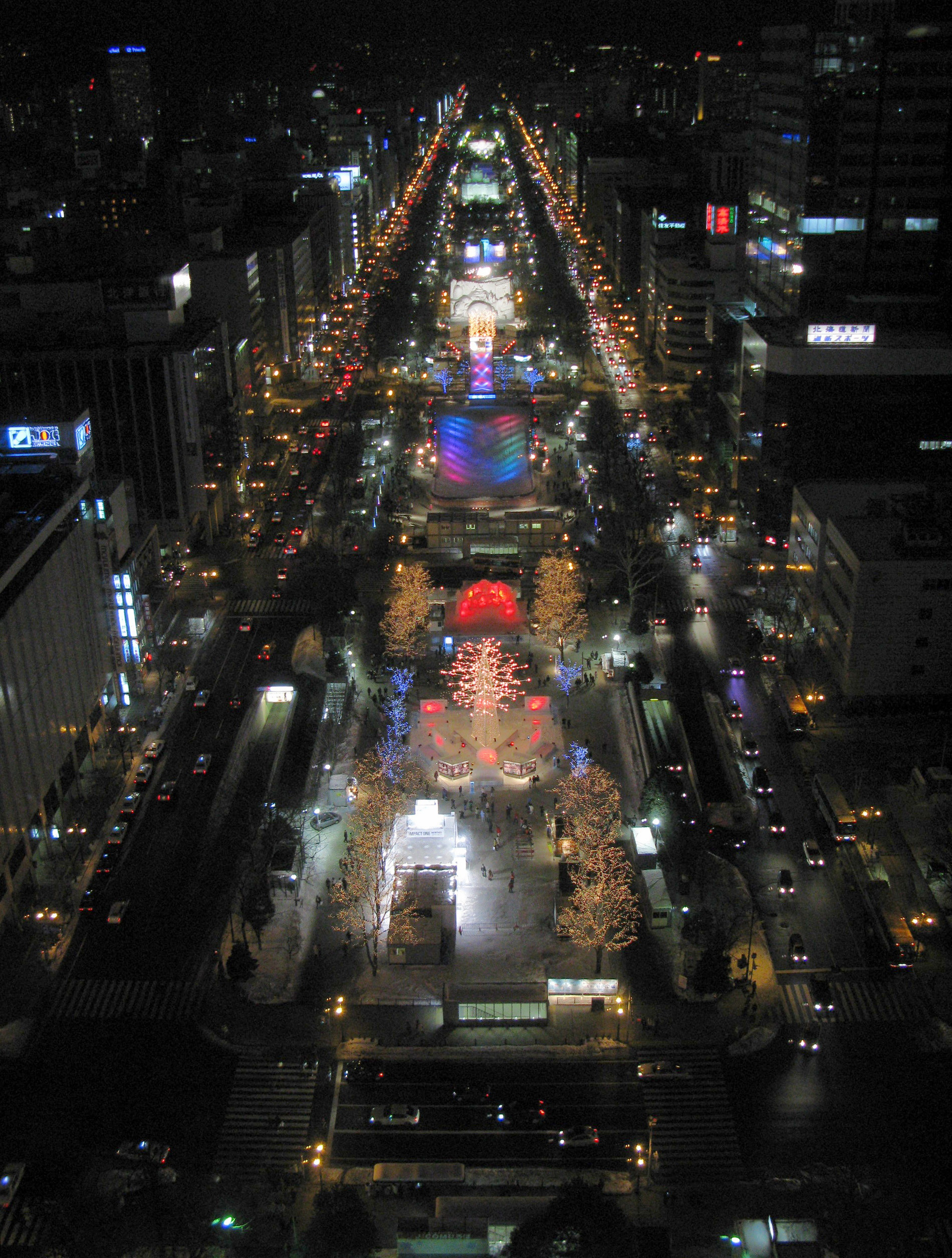
Schneefestival

Mit Ausnahme eines 1876 angelegten Blumengartens im Bereich Nishi 3/4-chōme wies die breite Schneise keinerlei Gestaltung auf und die Einwohner beklagten sich über den allgemein verwahrlosten Eindruck. Ogawa Jirō, ein Schüler der landwirtschaftlichen Schule, legte 1907 im Bereich Nishi-2-chōme bis Nishi-4-chōme auf eigene Kosten Blumenbeete an. Weitere Landschaftsgärtner folgten seinem Beispiel und die Straße begann allmählich einem Park zu gleichen. 1923 übernahm die Stadtverwaltung die Pflege. Gegen Ende des Zweiten Weltkriegs diente der Park als Kartoffelacker, nach Kriegsende vorübergehend als Müll- und Schneedeponie. Die amerikanischen Besatzungstruppen nutzten einen Teil des Parks für Baseballfelder und Tennisplätze.
Nachdem die Besatzungsmacht den Park wieder der zivilen Verwaltung übergeben hatte, fand 1949 erstmals das Sapporo-Schneefestival statt. 1950 begann die Wiederherstellung der Blumenbeete gemäß einem Fünfjahresprogramm. Bald kamen auch Sommerfeste, Ausstellungen und Gartenschauen hinzu. 1957 wurde der Fernsehturm Sapporo erbaut, der seither ein Wahrzeichen der Stadt ist. Nach und nach wurden die Bereiche zwischen sämtlichen kreuzenden Straßen parkähnlich gestaltet.

## Veranstaltungen

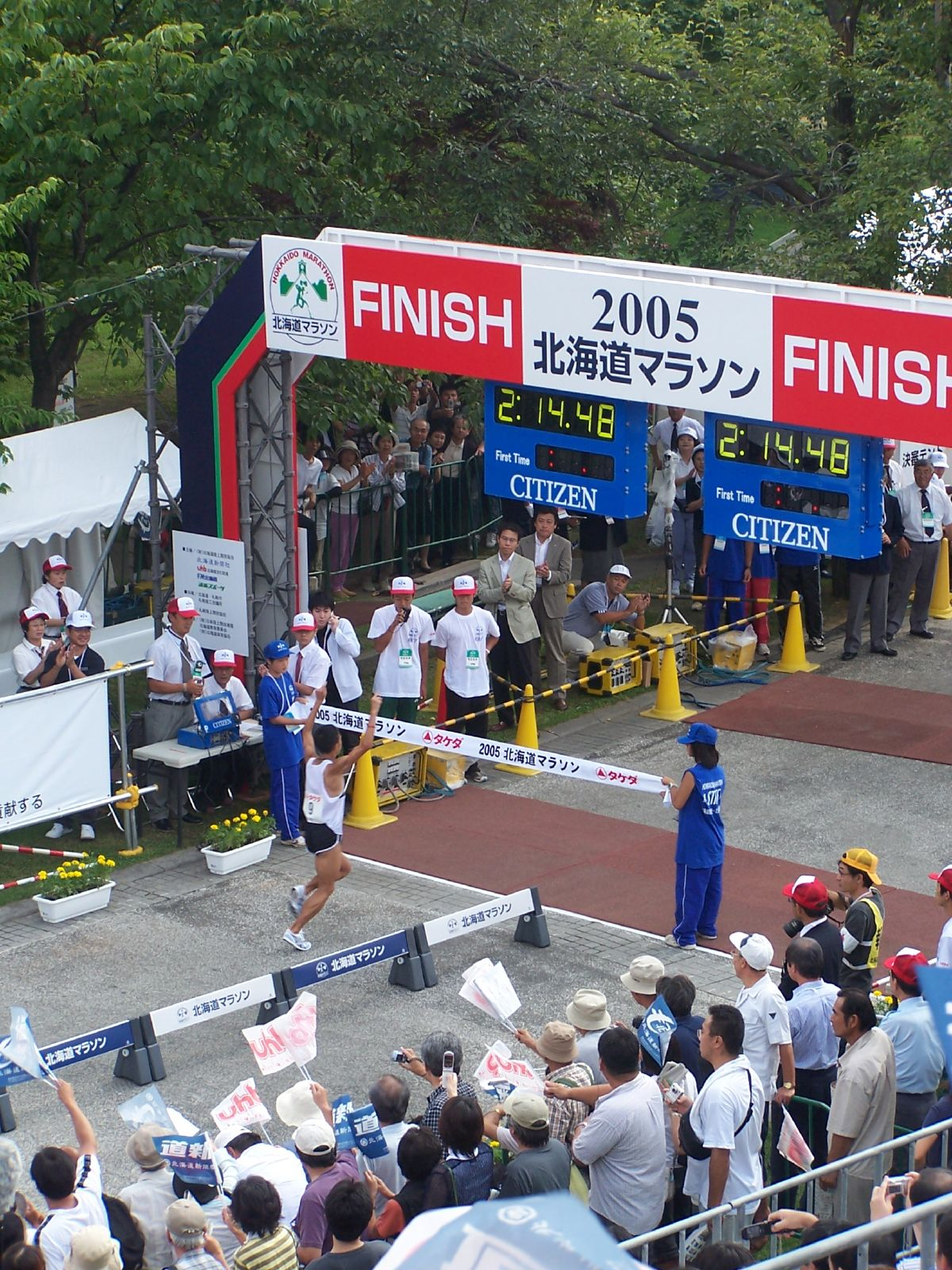
Hokkaidō-Marathon

Das ganze Jahr über finden im Ōdōri-Park kleine und große Veranstaltungen aller Art statt. International am bekanntesten ist das Sapporo-Schneefestival mit zahlreichen Schnee- und Eisskulpturen, das im Februar jeweils rund zwei Millionen Besucher anzieht. Ebenfalls viele Besucher ziehen das Sapporo-Fliederfestival Ende März, das Yosakoi-Soran-Festival Anfang Juni, das Blumenfestival Ende Juni, das Sapporo-Sommerfestival von Mitte Juli bis Mitte August, der Hokkaidō-Marathon Ende August, das Sapporo-Herbstfest von Mitte September bis Anfang Oktober und der „Münchner Weihnachtsmarkt“ während der Adventszeit an.
Nachdem es bei den Leichtathletik-Weltmeisterschaften 2019 in Doha bei mehreren Athleten aufgrund der klimatischen Bedingungen zu gesundheitlichen Problemen gekommen war, gab das IOC im Oktober 2019 bekannt, bei den Olympischen Sommerspielen 2020 den Marathonlauf sowie das Gehen von Tokio nach Sapporo zu verlegen. Der Ōdōri-Park diente dabei als Start- und Endpunkt.